# Odhad (projektový management)
Odhad pracnosti a trvání, respektive jejch stanovení je důležitou součástí projektového managementu. Odhady jsou vstupem do tvorby nabídek, stanovení ceny projektu, plánování i řízení projektu.
Tvorba odhadů je úzce spojena s porozuměním rozsahu projektu, kvalitativním kritériím a také stanovením způsobu jak bude dohodnutý výsledek projektu vytvořen a dodán.

## Základní pojmy
Při tvorbě odhadů jsou vytvářeny dva zcela různé, ale zároveň úzce související odhady.

### Definice
Pracnost, také úsilí, anglicky effort, vyjadřuje počet pracovních jednotek potřebných na dokončení
činnosti nebo úkolu projektu. Jednotkou jsou obvykle člověkohodiny, člověkodny, člověkotýdny atd.
Trvání, respektive doba trvání úkolu, anglicky duration, úkolu projektu vyjadřuje počet časových jednotek potřebných na provedení činnosti nebo úkolu projektu. Vyjadřuje se časových jednotkách, obvykle v hodinách, dnech, týdnech a podobně.

### Vztah úsilí a doby trvání úkolu
Jestliže úkol trvá jednomu člověku 100 hodin, nelze jednoduše předpokládat, že 100 lidí jej zvládne za jednu hodinu. Obecně platí, že se zvyšujícím se počtem nasazených pracovních sil roste nárok na řídící úsilí, komunikaci a výměnu informací. I možnost paralelizace činností a spojování výsledků na jednom úkolu má své meze. Na jiné úkoly může být jeden pracovník naoppak málo. Svou roli hrají faktory charakteriské pro konkrétní úkol a prostředí. Tento fakt lze demonstrovat na jednoduchém příkladu - stěhování kusu nábytku. Tuto činnost obvykl lépe zvládají dva pracovníci než jeden. Pokud je po cestě stěhování několik dveří, potom může být lépe zapojit další pracovní sílu.
Obecně platí, že pro určitý typ úkolu a dalších okolností existuje optimální počet pracovních sil. Změnou počtu pracovních sil lze do určité míry zkrátit dobu trvání. Změna počtu pracovních sil může zároveň měnit i celkové úsilí potřebné k dokončení úkolu a to tak, že pracnost úkolu zmenšuje, nebo ji naopak zvýší.
Typickým požadavkem v praxi bývá snaha o urychlení zpožděných projektů posílením pracovního týmu. Přidávání pracovních sil do již rozběhnutých prací znamená zároveň po určitou dobu snížená výkonu stávajícího projektového týmu. Je to důsledek nutnosti zařazení nových pracovníků, sdílení informací a změny organizace práce stávajícího týmu. Proto je takové zásahy nutno zvážit pro každý konkrétní případ.

## Důležitost odhadů
Důsledek absence odhadů, nebo příliš optimistických odhadů, je zhoršená kvalita řízení i výsledku projektu. Dochází ke ztrátám jak přímo na finančním výsledku konkrétního projektu, tak i na reputaci dodavatele.

## Produktivita práce akvalitavýsledku projektu
Odhady souvisí úzce s kvalitou i produktivitou práce na projektu. Delší investovaná práce sice kvalitu výsledku obvykle zvyšuje, ale tempu růstu získané úrovně kvality se spolu se zvyšováním ivestovaného úsilí zpomaluje.

Průběh produktivity práce je odlišný. S příliš krátkými odhady lidé pracují ve stresu a výsledná produktivita je nízká. Nejvyšší produktivity je dosahováno v případě, že odhad je optimální, nebo dokonce mírně podceněný. Naopak příliš vysoký odhad způsobuje opět pokles produktivity práce.

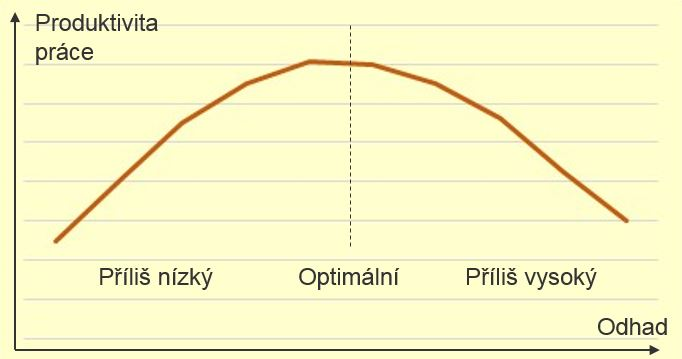
Závislost odhadovaná pracnost - produktivita práce

Optimální odhad musí zaručit požadovanou kvalitu a zároveň zaručit co nejvyšší a dlouhodobě udržitelnou produktivitu práce.

## Faktory ovlivňující tvorbu odhadů
- Vnější podmínky
  - Zadání
  - Znalost rozsahu projektu
  - Znalost týmu
- Subjektivní vliv
- Použité metodiky odhadu

## Metody odhadu
V praxi projektového managementu je používána celá řada metod jak pro tvorbu stanovení nutného úsilí, tak trvání jednotlivých prací, skupiny souvisejících prací i celého projektu. Některé uvedené metody jsou univerzální, jiné jsou specializované pro určitý obor (například tvorbu software). Pro tvorbu odhadů na projektu je obvykle použita kombinace více metod.
- Dekompozice práce (WBS)
- Expertní odhad
- Odhady pomocí analogií
- Data podobných historických projektů
- Parametrické odhadování
- Delphi metoda
- Program Evaluation and Review Technique (PERT)
- CPM
- Tříbodový / Tříčíselný odhad (Three-point estimation)
- Cocomo
- Cosysmo
- Event chain methodology
- Metoda fukčních bodů
- Planning poker
- PROBE (Proxy Based Estimation)
- The Planning Game (from Extreme Programming)